# Romeo Castelen
Pour les articles homonymes, voir Castelen.
Romeo Castelen (né le 3 mai 1983 à Paramaribo), est un footballeur international néerlandais et qui évolue au poste d'ailier.

## Biographie
Évoluant à droite comme à gauche, Castelen commence sa carrière à 17 ans à La Haye. 
En 2003, il est transféré au Feyenoord Rotterdam, où il totalisera 62 matches et 20 buts en Championnat des Pays-Bas. 
Il rejoint Hambourg à l'été 2007.

## Carrière
| Saison  | Club                 | Pays      | Compétition    | Matches | Buts |
| 2000-01 | ADO La Haye          | Pays-Bas  | Eerste Divisie | 3       | 0    |
| 2001-02 | ADO La Haye          | Pays-Bas  | Eerste Divisie | 28      | 7    |
| 2002-03 | ADO La Haye          | Pays-Bas  | Eerste Divisie | 24      | 9    |
| 2003-04 | ADO La Haye          | Pays-Bas  | Eredivisie     | 28      | 4    |
| 2004-05 | Feyenoord            | Pays-Bas  | Eredivisie     | 30      | 10   |
| 2005-06 | Feyenoord            | Pays-Bas  | Eredivisie     | 23      | 9    |
| 2006-07 | Feyenoord            | Pays-Bas  | Eredivisie     | 12      | 1    |
| 2007-08 | Hambourg             | Allemagne | Bundesliga     | 13      | 0    |
| 2008-09 | Hambourg             | Allemagne | Bundesliga     | 0       | 0    |
| 2009-10 | Hambourg             | Allemagne | Bundesliga     | 2       | 1    |
| 2010-11 | Hambourg             | Allemagne | Bundesliga     | 0       | 0    |
| 2011-12 | Hambourg             | Allemagne | Bundesliga     | 2       | 0    |
| 2012-13 | Volga Nijni Novgorod | Russie    | Premier-Liga   | 2       | 0    |

## Palmarès

### En club
ADO La Haye
- Championnat des Pays-Bas de D2
  - Champion (1) : 2003

### En sélection
Pays-Bas espoirs
- EURO Espoirs
  - Vainqueur (1) : 2006